# Bernardo Nadal Crespí

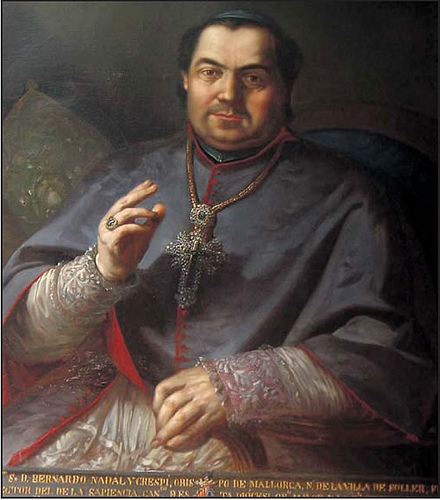
Bernardo Nadal y Crespí, obispo de Mallorca. Juan Mestre Bosch.

Bernat Nadal Crespí (Sóller, 5 de abril de 1746 – Palma de Mallorca, 12 de diciembre de 1818), obispo de Mallorca (1794-1818).

## Biografía
Tras cursar estudios de filosofía y se ordenó sacerdote en 1761. Ganó una beca para el Colegio de Nuestra Señora de la Sapiencia, del cual fue rector y catedrático lulista. Durante seis años fue vicario de la iglesia de Mancor (Mallorca).
Nadal fue colector de la Colegiata de San Isidro de Madrid, abreviador de la Nunciatura, oficial de la interpretación de lenguas de la primera secretaría del estado durante quince años y canónigo de la iglesia Catedral de Palma de Mallorca.
Dominaba el mallorquín, griego, hebreo, portugués, italiano, inglés, francés y alemán además de latín. A su instrucción en teología, derecho canónico y civil, artes e historia se sumaban los conocimientos de geografía, geometría y álgebra.
Murió, el 12 de diciembre de 1818, a los 72 años.

## Obispo de Mallorca

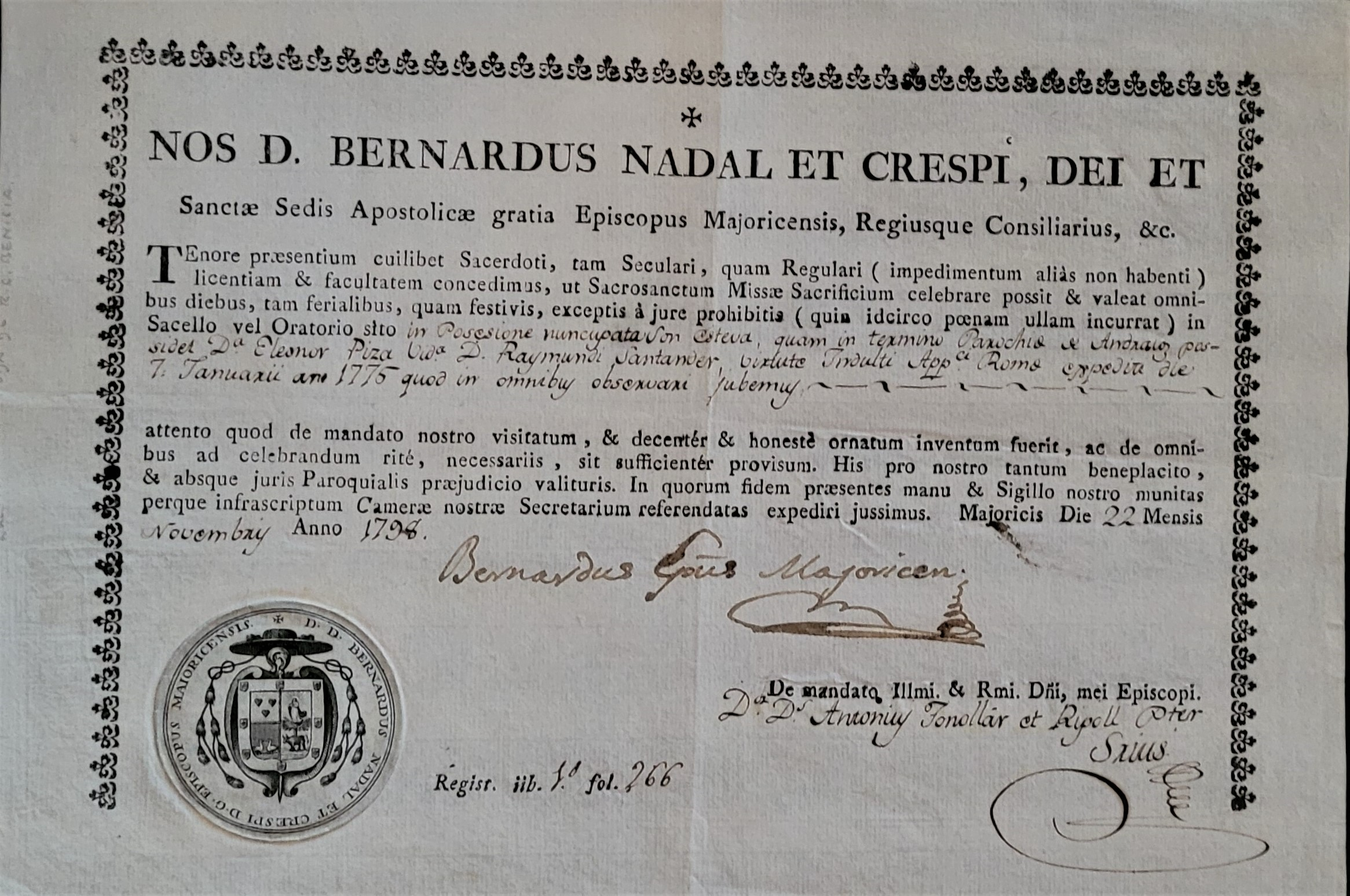
Documento con firma de Nadal y Crespí

Nombrado obispo el 20 de abril del 1794, a los 48 años, y consagrado en la Colegiata con el obispo de Osma (Burgos). Llegó a Mallorca a finales de año y su entrada solemne fue el 4 de febrero siguiente.
Como obispo durante 24 años influyó mucho en la diócesis de Mallorca. Durante su obispado se separó de la diócesis mallorquina la isla de Menorca.
Fundó, el 1809, el Real Colegio de La Pureza en Palma para chicas. El colegio cayó en decadencia después de una época de esplendor y en el año 1870, al quedar viuda Alberta Giménez, el obispo de Mallorca, Miguel Salvá Munar le pidió que se hiciera cargo, como directora.
Erigió ocho iglesias y atendió a la formación de un nuevo Catecismo y Ritual.

## Diputado en las Cortes de Cádiz
Fue diputado en las Cortes de Cádiz por Baleares. Ejerció el cargo de Presidente de las Cortes (24 de septiembre de 1811). Perteneció a las Comisiones sobre: 
- «Las Alhajas de las Iglesias» (1 de marzo de 1811).
- «Restablecimiento del Consejo de la Inquisición» (18 de mayo de 1811).
- «Comisión de Honor» (17 de marzo de 1812).
- «Comisión para recibir a la Regencia del Reino» (29 de mayo de 1813).

Como diputado destacamos algunas de sus participaciones:
- «Las Alhajas de las Iglesias» (3 de mayo de 1811).
- «Intervención de la Tesorería» (21 de mayo de 1811).
- «Abolición de los Señoríos Territoriales» (21 de junio de 1811)
- «Concilio Nacional» (23 de agosto de 1811).
- «Libertad de imprenta» (15 y 16 de octubre, como President).
- «Rebeldía del Cabildo Eclesiástico» (17 de mayo de 1813)